# Skorohodove, Ciutove
Skorohodove (în ucraineană Скороходове) este o așezare de tip urban din raionul Ciutove, regiunea Poltava, Ucraina. În afara localității principale, mai cuprinde și satele Jovtneve, Kohanivka, Șevcenkivka și Stepanivka.

## Demografie
Componența lingvistică a așezării de tip urban Skorohodove
     Ucraineană (92,85%)
     Rusă (6,52%)
     Alte limbi (0,55%)
Conform recensământului din 2001, majoritatea populației așezării de tip urban Skorohodove era vorbitoare de ucraineană (92,85%), existând în minoritate și vorbitori de rusă (6,52%).